# ملک بایکال
ملک بایکال (ترکی استانبولی: Melek Baykal؛ زادهٔ ۷ اوت ۱۹۵۴) هنرپیشه اهل ترکیه است. عمده فعالیت او در عرصه سریال‌های تلویزیونی و تئاتر بوده‌است.